# Замок Кесслера-Ферсмана
Замок Кесслера-Ферсмана ( Замок Кеслера-Ферсмана) — загородный дом (дача) немецкой семьи Кесслеров в Ферсманово, Крым. Дом построен в конце XIX века и является памятником архитектуры и градостроительства местного значения.

## Название и расположение
Официальное название, которое прописано в охранных постановлениях Кабинета Министров Украины, «Замок Ферсмана и усадьба Кесслера». Таким образом были увековечены имена основателей этой усадьбы. Кроме того, в народе закрепились ещё и дополнительные названия, по аналогии с Ласточкиным гнездом: Охотничий замок, Дом с привидениями и Дворец лесной феи.
Рядом с трассой 35К-002, ведущей из Симферополя через перевал в Алушту, недалеко к югу от столицы Крыма в предгорном селе Эски-Орда (теперь Лозовое) расположена живописная достопримечательность архитектуры и градостроительства местного значения — усадьба Кесслера. Основатель здания выбрал место, которое просматривалась со всех сторон Салгирской долины. Оно было в 300 метрах на холме, на правом берегу реки Салгир у подножия возвышенности, поросшей лесом (который тоже носит название — Кесслеровский лес).
Здание и усадьба в настоящее время находятся на территории Лозовского интерната.

## История
В Российской империи было принято, что вельможи, особенно цари, жаловали своим подчинённым немалые наделы земли, как правило, с народом, который там жил. Больше такой награде были рады военные, ведь после каждой удачной военной кампании империя приобретала новые земли. Так на крымские земли и пришли землевладельцы: российские графы, немцы-поселенцы, кавказские князья, купеческие роды и священники.
Семья Кесслер, по происхождению, была из немецкого городка Дамрау (Восточная Пруссия). В начале XIX века русские цари и их чиновники имели привычку приглашать немецких чиновников и управляющих к себе на работу. Таким образом и попал лесничий Карл-Фридрих Кесслер на службу в Россию, став главным лесничим в военных поселениях Новгородской губернии. В 1822 году с семьей (женой и детьми), он поселился в селе Грузино недалеко от Новгорода, и, став статусным урядником, мог дать своим детям хорошее образование. Один сын пошел дальше в научную деятельность и стал известным, уже российским, зоологом, а второй сын увлекался архитектурой, но выбрал тропу военного, где получил немалую популярность и знаки отличия. За преданность Отечеству и успехи император жаловал Кесслеру немало привилегий и земельные наделы.

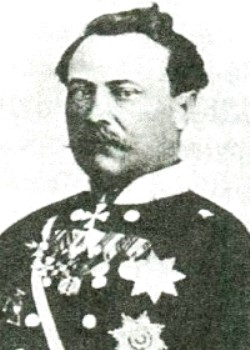
Эдуард Фёдорович Кесслер (Кесселер) (1814—1878) — русский генерал-лейтенант, выдающийся военный инженер, участник покорения Кавказа, брат Карла Фёдоровича Кесслера.

### Основание усадьбы Кесслера
Загородную дачу семьи Кесслеров построил Э. Ф. Кесслер —  российский военный инженер, генерал-лейтенант, участник завоевания Кавказа. Выйдя на почетную пенсию он поселился рядом со своими имениями, недалеко от татарского села Эски-Орда и жил там со своими детьми: Александром и Марией. Точной даты основания поместья и постройки замка не установлено, но исследователи предполагают, что это происходило в период с 1860 года и до его окончания (1878), не исключено, что некоторые здания и объекты обустраивали его дети.

Проект усадьбы был разработан в 1880-е годы городским архитектором Екатеринослава впоследствии работавшим по частным заказам  в Симферополе О. А .Клаузеном

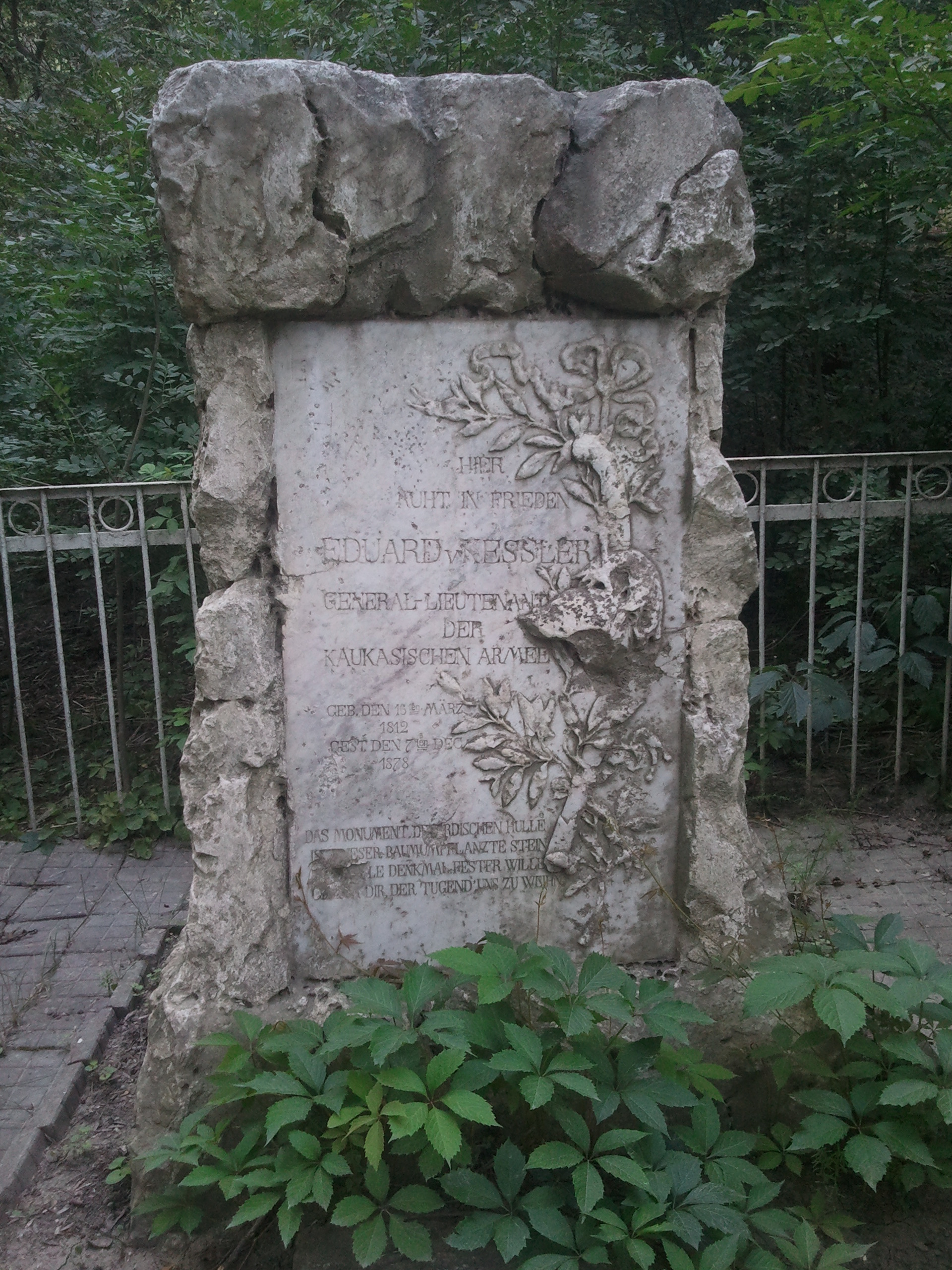
Могила М. Э. Ферсман, могила Э. Ф. Кесслера в Лозовом

Длительные военные кампании на Кавказе побудили военного инженера выбрать неподалеку местность для отдыха и общения с детьми. Крым стал таким уютным уголком. К тому же семья Кесслеров была большая и известная, и сын Александр облюбовал науку, как его брат — известный российский зоолог Карл Федорович Кесслер. Интересы Марии и Александра Кесслеров естествознанием заставили отца, генерала, обустроить в загородном доме научную лабораторию и метеорологическую станцию. Поэтому научные изыскания сына стали основой первой в Крыму Кучук-Тотайкойской метеостанции.

### Расцвет имения и посещение его Ферсманом
После смерти генерала Эдуарда Кесслера усадьба перешла в наследство его сыну — ученому, химику Александру Кесслеру, который жил здесь и работал в Крымском университете, а также ещё был профессором Санкт-Петербургского университета. К Александру часто наведывалась его сестра Мария (которая ещё и обладала рядом, в соседних деревнях, земельных наделов), вместе со своим мужем Евгением Александровичем Ферсманом, также российским военным, архитектором и атташе в Греции. Вместе с ними приезжал их сын Александр Евгеньевич Ферсман, который именно здесь, среди крымской природы, почувствовал тягу к минералам, впоследствии он станет академиком минералогии. В честь него и был оборудован, годами позже, музей и геологическая экспозиция.

### Крымский Татарский Педагогический Техникум
В 1920 года, после того как советская власть закрепилась на полуострове, комиссары национализировали усадьбу. Весной 1922 года в усадьбе был открыт Крымский Татарский Педагогический Техникум. Директором учебного заведения стал крымскотатарский писатель и общественный деятель Амет Озенбашлы. Среди преподавателей и выпускников техникума были яркие представители крымскотатарской интеллигенции того периода (преподаватели: Бекир Чобан-заде, Шевки Бекторе, Одабаш Абибулла, Асан Сабри Айвазов, Осман Акчокраклы и Асан Рефатов; выпускники: Иргат Кадыр, Зиядин Джавтобели, Ибраим Бахшиш, Шамиль Алядин, Мамбет Алиев, Керим Джаманаклы, Джемиль Кендже, Джеппар Акимов).
Через два года техникум был переведён в Симферополь в здание бывшего доходного дома Христофорова.

### Упадок в советские годы
После смерти ученого, в 1927 году, здание передали местным управляющим, которые начали его использовать, как детский дом, а перед войной здесь располагались военные казармы. Во времена Великой Отечественной войны здесь были расквартированы немецкие казармы.
После войны усадьба была закреплена за Министерством образования и здесь поселили детей погибших партизан. В 1957 году, на базе усадьбы и персонала детского дома в селе была создана Лозовская школа-интернат. А уже позже сам замок Кесслера был разбит на квартиры для работников интерната (на нижних этажах) и детские классы. В коридоре устроили экспозицию минералов из коллекции Александра Ферсмана (ученого и внука Кесслера) и музей ученого, в небольшой комнате.

### Современность

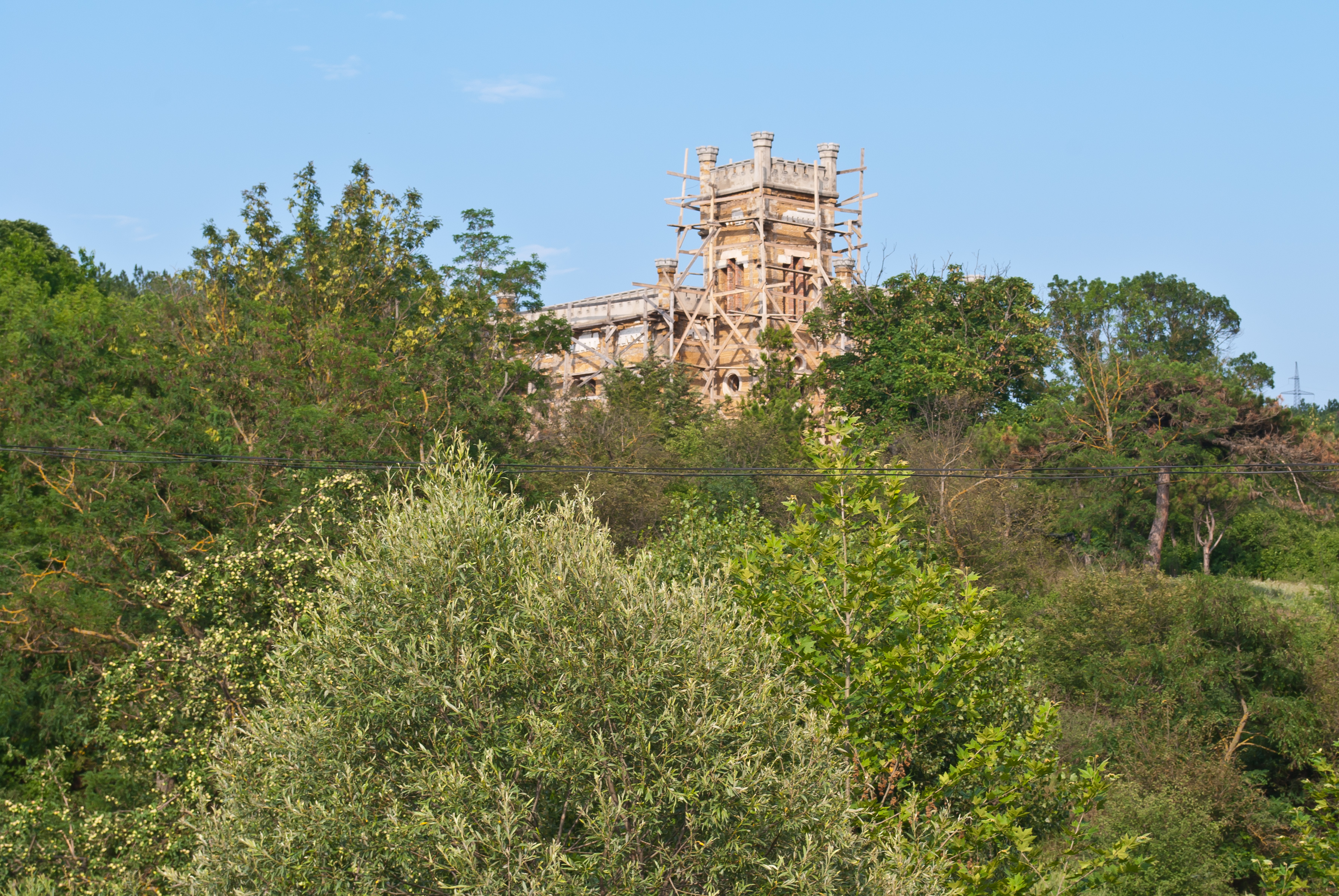
Начало реставрации, 2012 год

Во времена независимости Украины жители замка переселились в отдельные дома, и помещение стало ветшать. Вскоре и музейную экспозицию перенесли в Симферополь. Постановлением Совета министров АРК от 06.27.2000 № 202 здание передано Министерству строительной политики и архитектуры АРК.
Ради сохранения архитектурного памятника было решено передать ее в концессию, в частные руки. 19 мая 2010 года (с пятой попытки, со стартовой ценой заниженной на 30% 2 50 000 грн), на аукционе замок Кесслера-Ферсмана выкупил московский предприниматель Илья Голенко (в интересах семьи Дмитрия Дюжева), инвесторы пообещали реконструкцию помещения и создание музейной комнаты, доступной для посещений.
К 2018 году реставрация объекта была закончена.

## Описание
Поселившись рядом с Эски-Орды, генерал Эдуард Кесслер построил себе загородный дом, зернохранилище, мельницу, молочное хозяйство, выкопал пруд и завел форельное хозяйство, а вокруг высадил немало деревьев (заложив парк и фруктовый сад на 10 десятин). Большинство сооружений уже не сохранились, только их остатки указывают на масштабы усадьбы и землевладения Кесслеров. В имение были включены участки, находившиеся за горой областью, в долине Малого Салгира между трех татарских сел: Чанкая, Вейрат и Суини-Хаджи (современные Строгоновка и Денисовка). В общем, семья Кесслеров владела вокруг Симферополя немалыми земельными угодьями, в начале XX века Мария Ферсман считалась зажиточным землевладельцем.

### Дом

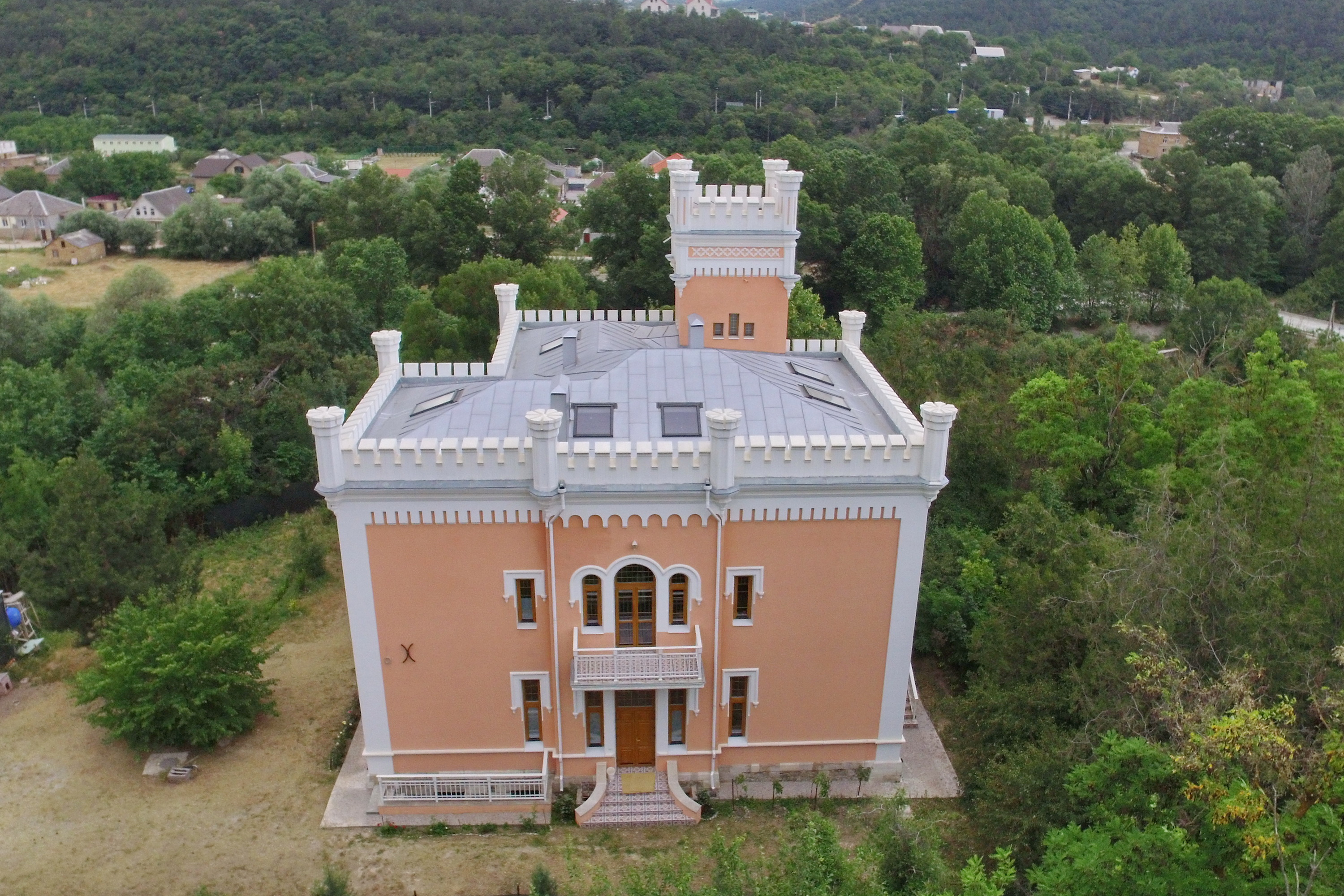
Северный фасад после реставрации. 2018 год

Двухэтажное здание прямоугольной формы, с подвалом и мезонином, с резными башенками, стрельчатыми окнами и флигелем, общей площадью 349,3 квадратных метров расположено на берегу реки Салгир. Архитектор Клаузен Оскар Генрихович запроектировал неоготическое сооружение в архитектуре которого преобладает замковая тема (похож на средневековый немецкий) в сочетании с мавританскими элементами. Стройная линия машакули с декоративными башенками, двойные и тройные арочные окна (стрельчатые или напивлучковые), гладкие угловые лопатки, контрастируют с жесткой поверхностью стен. А узорчатые подкарнизные дентикулы, опоясывающие здание — архитектурная особенность всего здания.
В целом второй этаж дома и угловая башня были обустроены под метеостанцию и научную лабораторию. Такая же башня (похожа по форме и отделкой) была выстроена и на земле, по центральной оси фасада с главным входом. Обе башни соединял декоративный мостик (в 30-х годах XX века башню и мостик разрушили). Терраса на северном фасаде дома имела свой выход в комнаты первого этажа (также была разрушена в результате перепланировок). Перемещение между этажами происходило по деревянным винтовой лестнице вилась (на второй этаж), а на верхние помещения вели металлические лестницы. Все помещения отапливалось каминами, украшенными, разного цвета, мрамором. В подвальных помещениях был оборудован ещё и винный погреб.

### Парк
Когда Эдуард Кесслер приехал в Тотай-Кой, в конце XIX века, село было заброшено. Поэтому генерал Кесслер выкупил ещё немного земли и заложил парк и фруктовый сад (на 10-и десятин земли). В парке росло много декоративных деревьев и кустарниковых форм: каштаны, платаны, орехи, сосны. К современникам дошли лишь остатки каштановой аллеи, ряд старых сосен и единичные платаны и грецкий орех.